# Холина, Валентина Григорьевна
Валентина Григорьевна Хо́лина (1924) — советская и российская актриса театра и кино, лауреат Сталинской премии второй степени (1951).

## Биография
Родилась 23 февраля 1924 года. Окончила актёрский факультет ГИТИС. Актриса МАДТ имени Моссовета с 1947 года.

## Творчество

### Роли в театре
- 1950 — «Чаша радости» Н. Г. Винникова; «Рассвет над Москвой» А. А. Сурова

### Фильмография
- 1969 — Улица Ангела (фильм-спектакль)
- 1976 — Сибирь
- 1978 — Дальше — тишина… (фильм-спектакль) — миссис Армстронг

## Награды и премии
- Сталинская премия второй степени (1951) — за исполнение роли в спектакле «Рассвет над Москвой» А. А. Сурова на сцене МАДТ имени Моссовета